# KC-97 (航空機)
KC-97ストラトタンカー
オハイオ空軍州兵の機体
- 用途：空中給油
- 分類：空中給油機
- 製造者：ボーイング社
- 運用者

  -  アメリカ合衆国（アメリカ空軍）
  -  イスラエル（イスラエル航空宇宙軍）
  -  スペイン（スペイン空軍）
- 生産数：816機
- 運用開始：1950年
- 退役：1973年
- 原型機：B-29 スーパーフォートレス

KC-97ストラトタンカー( Boeing KC-97 Stratotanker  )はアメリカ合衆国の航空機メーカーのボーイング社が開発製造した空中給油機。アメリカ空軍および空軍州兵が運用した。B-29爆撃機より発展した軍用レシプロ4発輸送機C-97を基にした機体であり、最終型には速度性能向上のため、ジェットエンジンが追加された。

## 概要
C-97の基本となった機体は、もともとボーイング社が開発したB-29戦略爆撃機の改良型B-50であり、爆撃機より胴体が拡大されているが、主翼などはほぼ同一である。
C-97系列の生産機数は888機であるがそのうちKC-97として生産された機体は各型合わせて811機（KC-97E：60機、KC-97F：159機、KC-97G：592機）におよび、他に輸送機型C-97から改装された機体（KC-97A）が3機ある。フライング・ブーム式の空中給油方式はKC-97で実用化され、以後のアメリカ空軍の空中給油の原型となった。
ただ、空中給油する対象がジェット機になったため、KC-97のレシプロエンジンを作動させるガソリンとジェット燃料の独立した2系統を持たなければならなかった。さらに給油対象機の速度も上昇したことで、給油時の速度調整に危険が付きまとうようになった（例えばB-47に対して給油を行う際はKC-97は全速力で、B-47は失速ぎりぎりの速度で飛行しなければ速度を合わせることができなかった）。このため最終型であるKC-97L（KC-97Gを82機改装）にはジェットエンジン2基が取り付けられた。このジェットエンジンはKB-50から取り外されたものであった。
アメリカ空軍は、1950年からKC-97を運用していたが、後継のジェット空中給油機であるKC-135が1956年から導入され始めたために、徐々に予備役となったりアメリカ国内の空軍州兵へと配備され、最終的には1973年に退役した。1968年頃には4機のKC-97Gがイスラエルに供与され、最終的にはKC-97G 8機とKC-97F 1機を第120飛行隊にて集中運用した。
ちなみに最後（888機目）の生産機であるKC-97Gが飛行した1956年7月18日はKC-135がロールアウトした日であり、ボーイング社のレシプロ機生産が終了した日でもある。KC-135就役後は、KC-97の相当数が輸送型に改造された。

## 各型
KC-97A
C-97より3機改装。後部貨物扉を除去し、空中給油装置を付加。
KC-97E
新造空中給油機型。後部貨物扉はなし、60機製造。
KC-97F
E型のエンジン改良型。159機製造。
KC-97G
空中給油機/輸送機兼用型。多くは輸送機として用いられた。592機製造。うち135機は後に空中給油器材を降ろし、C-97G輸送機に改装された。
GKC-97G
地上訓練器材に改装された型。5機改装。
JKC-97G
J47ジェットエンジンを追加した型。1機を試製改装。
KC-97H
F型よりの改装。ドローグ方式の空中給油装置を試験。1機改装。
KC-97L
G型にJ47ジェットエンジンを追加した型、81機改装。

## スペック
- 全長：35.89m
- 全幅：43.05m
- 高さ：11.68m
- 翼面積：164.30m2
- 機体重量：37,410 kg
- 積載重量：54,420 kg
- 積載燃料：9,000ガロン（34,000リットル）
- 最大離陸重量：79,450 kg
- 最大速度：643 km/h
- 操縦乗員：5 名
- エンジン：プラット・アンド・ホイットニー R-4360-59型ワスプ・メジャー 4発
  - ゼネラル・エレクトリック J47型 2発（KC-97Lに追加装備）
- 航続距離：3,700 km
- 最大上昇限界高度：9,144m

## 運用者
- アメリカ合衆国：アメリカ空軍・空軍州兵
- イスラエル：イスラエル航空宇宙軍 - 第120飛行隊[2]
- スペイン：スペイン空軍

## 登場作品
『戦略空軍命令』
アメリカ空軍所属機が登場。アメリカ本土から日本の横田基地までの無着陸飛行を行う、主人公が操縦するB-47E戦略爆撃機に対して空中給油を行う。
撮影には、アメリカ空軍の全面協力で実物が使用されている。

## 参考書籍
- 『現代アメリカ軍用機』（「航空情報」臨時増刊、酣燈社、1966年11月）
- "United States Military Aircraft since 1909" (Gordon Swanborough & Peter M. Bowers ; PUTNAM (1989)) ISBN 085177816X